# Herkebeek
De Herkebeek is een riviertje in Haspengouw en zijrivier van de Herk. De lengte ervan bedraagt ongeveer 7 km.
De Herkebeek ontspringt iets ten westen van Heks en stroomt in noordwestelijke richting langs Sassenbroek en Broekom, waar ze de Wijerbeek opneemt. Vervolgens stroomt ze langs Voort en Gotem waarna ze, ten oosten van Hoepertingen, uitmondt in de Herk.
Het Kasteel de Tornaco met zijn park ligt in de vallei van de Herkebeek. Ook stonden er een aantal watermolens op de beek, zoals de Sassenbroekmolen en de Wijngaardmolen.
Delen van de beek werden rechtgetrokken, maar tegenwoordig worden sommige oude meanders weer hersteld..